# 勝山インターチェンジ (福井県)
勝山インターチェンジ（かつやまインターチェンジ）は、福井県勝山市の中部縦貫自動車道（永平寺大野道路）にあるインターチェンジである。

## 道路
- E67 中部縦貫自動車道（永平寺大野道路）

## 接続する道路
- 福井県道260号勝山インター線

## 歴史
- 2009年（平成21年）3月28日 : 勝山IC - 上志比IC間開通に伴い供用開始。
- 2013年（平成25年）3月24日 : 大野IC - 勝山IC間開通[1]。

## 隣
E67 中部縦貫自動車道（永平寺大野道路）
大野IC - 勝山IC - 上志比IC